# Conference USA
La Conference USA è un'associazione sportiva universitaria di tutto il panorama sportivo americano, fondata nel 1995. Dopo il riallineamento dell'importante conferenza NCAA all'inizio degli anni '20, nessun membro fondatore rimane nella conferenza. I club attualmente presenti sono 9 e sono provenienti prevalentemente dalla zona meridionale del paese; la sede si trova a Irving, nel Texas.

## Membri attuali
- Delaware Blue Hens
- FIU Panthers
- Jacksonville State Gamecocks
- Kennesaw State Owls
- Liberty Flames e Lady Flames
- Louisiana Tech Bulldogs e Lady Techsters
- Middle Tennessee Blue Raiders
- Missouri State Bears e Lady Bears
- New Mexico State Aggies
- Sam Houston Bearkats
- UTEP Miners – in partenza nel 2026 per la Mountain West Conference
- Western Kentucky Hilltoppers e Lady Toppers